# Ruben Gonzales
 Ruben Gonzales  (11 de septiembre de 1985, Terra Haute, Estados Unidos) es un tenista profesional de Filipinas.

## Carrera
Su ranking más alto a nivel individual fue el puesto Nº 766, alcanzado el 6 de mayo de 2013. A nivel de dobles alcanzó el puesto Nº 152 el 17 de febrero de 2014.
Hasta el momento ha obtenido 1 títulos de la categoría ATP Challenger Series en la modalidad de dobles. También ha logrado varios títulos Futures en dobles.

### Copa Davis
Desde el año 2010 es participante del Equipo de Copa Davis de Filipinas. Tiene en esta competición un récord total de partidos ganados/perdidos de 10/6 (6/3 en individuales y 4/3 en dobles).

### 2014
En el 2014 ganó el Challenger de Tampere junto al británico Sean Thornley como compañero. Derrotaron en la final a la pareja formada por el sueco Elias Ymer y el ruso Anton Zaitsev por 6-75, 7-610, 10-8

## Títulos; 6 (0 + 6)
| Leyenda                        | Individuales | Dobles |
| ------------------------------ | ------------ | ------ |
| Grand Slam (tenis)\|Grand Slam | 0            | 0      |
| ATP World Tour Finals          | 0            | 0      |
| ATP World Tour Masters 1000    | 0            | 0      |
| ATP World Tour 500 Series      | 0            | 0      |
| ATP World Tour 250 Series      | 0            | 0      |
| ATP Challenger Series          | 0            | 3      |

### Dobles
| N.º | Fecha                    | Torneo                     | Superficie    | Pareja            | Rivales en la final                  | Resultado           |
| --- | ------------------------ | -------------------------- | ------------- | ----------------- | ------------------------------------ | ------------------- |
| 1.  | 26 de julio de 2014      | Challenger de Tampere      | Tierra        | Sean Thornley     | Elias Ymer Anton Zaitsev             | 6-75, 7-610, [10-8] |
| 2.  | 21 de febrero de 2015    | Challenger de Morelos      | Dura (i)      | Darren Walsh      | Emilio Gómez Roberto Maytín          | 4–6, 6–3, [12–10]   |
| 3.  | 22 de julio de 2018      | Challenger de Scheveningen | Tierra batida | Nathaniel Lammons | Luis David Martínez Gonçalo Oliveira | 6-3, 6-7, [10-5]    |
| 4.  | 20 de octubre de 2019    | Challenger de Las Vegas    | Dura          | Ruan Roelofse     | Nathan Pasha Max Schnur              | 2-6, 6-3, [10-8]    |
| 5.  | 25 de septiembre de 2021 | Challenger de Bucharest    | Tierra        | Hunter Johnson    | Maximilian Marterer Lukáš Rosol      | 1–6, 6–2, [10–3]    |
| 6.  | 30 de abril de 2022      | Challenger de Savannah     | Tierra batida | Treat Huey        | Wu Tung-lin Zhizhen Zhang            | 7-6, 6-4            |